# Lijst van voetbalinterlands Uruguay - Zuid-Afrika
Deze lijst van voetbalinterlands is een overzicht van alle officiële voetbalwedstrijden tussen de nationale teams van Uruguay en Zuid-Afrika. De landen speelden tot op heden drie keer tegen elkaar. De eerste ontmoeting, een groepswedstrijd tijdens de FIFA Confederations Cup 1997, werd gespeeld in Riyad (Saoedi-Arabië) op 17 december 1997. Het laatste duel, een groepswedstrijd tijdens het Wereldkampioenschap voetbal 2010, vond plaats op 16 juni 2010 in Pretoria.

## Wedstrijden
| № | Plaats       | Datum             | Competitie                   | Wedstrijd             | Uitslag |
| - | ------------ | ----------------- | ---------------------------- | --------------------- | ------- |
| 1 | Riyad        | 17 december 1997  | FIFA Confederations Cup 1997 | Uruguay – Zuid-Afrika | 4 – 3   |
| 2 | Johannesburg | 12 september 2007 | Vriendschappelijk            | Zuid-Afrika – Uruguay | 0 – 0   |
| 3 | Pretoria     | 16 juni 2010      | WK 2010                      | Zuid-Afrika – Uruguay | 0 – 3   |

## Samenvatting
| Competitie              | Totaal gespeeld | Winst Uruguay | Gelijk | Winst Zuid-Afrika | Doelsaldo Uruguay – Zuid-Afrika |
| ----------------------- | --------------- | ------------- | ------ | ----------------- | ------------------------------- |
| WK-eindronde            | 1               | 1             | 0      | 0                 | 3 − 0                           |
| FIFA Confederations Cup | 1               | 1             | 0      | 0                 | 4 − 3                           |
| Vriendschappelijk       | 1               | 0             | 1      | 0                 | 0 − 0                           |
| Totaal                  | 3               | 2             | 1      | 0                 | 7 − 3                           |

## Details

### Eerste ontmoeting
| FIFA Confederations Cup 1997 (Riyad, Saoedi-Arabië, 17 december 1997): |              | |
| Uruguay | 4 – 3        | Zuid-Afrika |
| Darío Silva 12' Álvaro Recoba 42' Darío Silva 66' Christian Callejas 90'                                                                                                  | goals        | 11' Lucas Radebe 70' Helman Mkhalele 77' Pollen Ndlanya |
| Víctor Púa | bondscoach   | Clive Barker |
| Carlos Nicola Diego López 68' Pablo Hernández Carlos Díaz César Pellegrín Fabián Coelho 78' Martín Rivas Antonio Pacheco 68' Darío Silva Christian Callejas Álvaro Recoba | opstellingen | Brian Baloyi 46' Sizwe Motaung Lucas Radebe David Nyathi Mark Fish Philemon Masinga 78' John Moshoeu Helman Mkhalele 70' Mark Williams John Moeti Eric Tinkler |
| Gonzalo De los Santos 68' Pablo García 68' Líber Vespa 78' | wissels      | 46' Willem Jackson 70' Pollen Ndlanya 78' Jabu Mnguni |
| | gele kaarten | 20' John Moeti 54' Eric Tinkler |
| - Debuut van Fabián Coelho voor Uruguay. |              | |

### Tweede ontmoeting
| Vriendschappelijk (Johannesburg, Zuid-Afrika, 12 september 2007): |              | |
| Zuid-Afrika | 0 – 0        | Uruguay |
| | goals        | |
| Carlos Alberto Parreira | bondscoach   | Oscar Tabárez |
| Rowen Fernandez 46' Cyril Nzama 62' Aaron Mokoena Benson Mhlongo Brett Evans Steve Pienaar 83' Macbeth Sibaya Teko Modise Dillon Sheppard 71' Surprise Moriri 62' Benedict McCarthy | opstellingen | Juan Castillo 58' Pablo Álvarez Carlos Valdez Diego Godín 84' Jorge Fucile Maximiliano Pereira Walter Gargano Cristian Rodríguez 46' Carlos Grossmüller Luis Suárez Sebastián Abreu |
| Calvin Marlin 46' Vuyo Mere 62' Siyabonga Nkosi 62' Benedict Vilakazi 71' Siyabonga Nomvethe 83'                                                                                    | wissels      | 46' Julio Mozzo 58' Martín Cáceres 84' Leandro Ezquerra |
| Teko Modise ??' | gele kaarten | ??' Jorge Fucile ??' Carlos Valdez ??' Carlos Grossmüller ??' Maximiliano Pereira                                                                                                   |
| - Debuut van Juan Castillo, Pablo Álvarez, Martín Cáceres en Leandro Ezquerra voor Uruguay.                                                                                         |              | |

### Derde ontmoeting
| WK 2010 (Pretoria, Zuid-Afrika, 16 juni 2010): |              | |
| Zuid-Afrika | 0 – 3        | Uruguay |
| | goals        | 24' Diego Forlán 80' (pen.) Diego Forlán 90+5' Álvaro Pereira |
| Carlos Alberto Parreira | bondscoach   | Oscar Tabárez |
| Itumeleng Khune Siboniso Gaxa Aaron Mokoena Siphiwe Tshabalala Katlego Mphela Steven Pienaar 79' Teko Modise Reneilwe Letsholonyane 57' Kagisho Dikgacoi Lucas Thwala Bongani Khumalo | opstellingen | Fernando Muslera Diego Lugano Diego Godín 71' Jorge Fucile 90+' Diego Pérez Egidio Arévalo Álvaro Pereira 89' Edinson Cavani Maximiliano Pereira Diego Forlán Luis Suárez |
| Surprise Moriri 57' Moeneeb Josephs 79' | wissels      | 71' Álvaro Fernández 89' Sebastián Fernández 90+' Walter Gargano |
| Steven Pienaar 6' Kagisho Dikgacoi 43' | gele kaarten | |
| Itumeleng Khune 76' | rode kaarten | |

AUF · A-internationals · Selecties · Bondscoaches · Uruguayaans vrouwenelftal · Olympisch elftal · Uruguay U21 · Uruguay U20 · Uruguay U19 · Uruguay U18 · Uruguay U17
1900 – 1909 ·
1910 – 1919 ·
1920 – 1929 ·
1930 – 1939 ·
1940 – 1949 ·
1950 – 1959 ·
1960 – 1969 ·
1970 – 1979 ·
1980 – 1989 ·
1990 – 1999 ·
2000 – 2009 ·
2010 – 2019 ·
2020 – 2029
WK 1930 · 
WK 1950 · 
WK 1954 · 
WK 1962 · 
WK 1966 · 
WK 1970 ·
WK 1974 · 
WK 1986 · 
WK 1990 · 
WK 2002 · 
WK 2010 · 
WK 2014 · 
WK 2018
OS 1924 · 
OS 1928 ·
OS 2012
1902 · 
1903 · 
1904 · 
1905 · 
1906 · 
1907 · 
1908 · 
1909 ·
1910 · 
1911 · 
1912 · 
1913 · 
1914 · 
1915 · 
1916 · 
1917 · 
1918 · 
1919 ·
1920 · 
1921 · 
1922 · 
1923 · 
1924 · 
1925 · 
1926 · 
1927 · 
1928 · 
1929 ·
1930 · 
1931 · 
1932 · 
1933 · 
1934 · 
1935 · 
1936 · 
1937 · 
1938 · 
1939 ·
1940 · 
1941 · 
1942 · 
1943 · 
1944 · 
1945 · 
1946 · 
1947 · 
1948 · 
1949 ·
1950 · 
1951 · 
1952 · 
1953 · 
1954 · 
1955 · 
1956 · 
1957 · 
1958 · 
1959 ·
1960 · 
1961 · 
1962 · 
1963 · 
1964 · 
1965 · 
1966 · 
1967 · 
1968 · 
1969 ·
1970 · 
1971 · 
1972 · 
1973 · 
1974 · 
1975 · 
1976 · 
1977 · 
1978 · 
1979 ·
1980 · 
1981 · 
1982 · 
1983 · 
1984 · 
1985 · 
1986 · 
1987 · 
1988 · 
1989 ·
1990 ·
1991 · 
1992 · 
1993 · 
1994 · 
1995 · 
1996 · 
1997 · 
1998 · 
1999 · 
2000 · 
2001 · 
2002 · 
2003 · 
2004 · 
2005 · 
2006 · 
2007 · 
2008 · 
2009 · 
2010 · 
2011 · 
2012 · 
2013 · 
2014 · 
2015 · 
2016 ·
2017 ·
2018 ·
2019 ·
2020 ·
2021 ·
2022 ·
2023 ·
2024
Algerije ·
Angola ·
Argentinië ·
Australië ·
België ·
Bolivia ·
Brazilië ·
Bulgarije ·
Canada ·
Chili ·
China ·
Colombia ·
Costa Rica ·
Cuba ·
DDR ·
Denemarken ·
Duitsland ·
Ecuador ·
Egypte ·
Engeland ·
Estland ·
 Finland ·
Frankrijk ·
Georgië ·
Ghana ·
Guatemala ·
Haïti ·
Honduras ·
Hongarije ·
Ierland ·
India ·
Indonesië ·
Irak ·
Iran ·
Israël ·
Italië ·
Ivoorkust ·
Jamaica ·
Japan ·
Joegoslavië ·
Jordanië ·
Libië ·
Luxemburg ·
Maleisië ·
Mexico ·
Marokko ·
Nederland ·
Nicaragua ·
Nieuw-Zeeland ·
Nigeria ·
Noord-Ierland ·
Noorwegen ·
Oekraïne ·
Oezbekistan ·
Oman ·
Oostenrijk ·
Panama ·
Paraguay ·
Peru ·
Polen ·
Portugal ·
Roemenië ·
Rusland ·
Saarland ·
Saoedi-Arabië ·
Schotland ·
Senegal ·
Servië & Montenegro ·
Singapore ·
Slovenië ·
Sovjet-Unie ·
Spanje ·
Tahiti ·
Thailand ·
Trinidad en Tobago · 
Tsjechië ·
Tsjecho-Slowakije ·
Tunesië · 
Turkije ·
Venezuela ·
Verenigde Arabische Emiraten ·
Verenigde Staten ·
Wales ·
Zuid-Afrika ·
Zuid-Korea ·
Zweden ·
Zwitserland
Argentinië (1986) ·
België (1990) ·
Brazilië (1950) · 
Colombia (2014) ·
Costa Rica (2014) ·
Denemarken (1986) ·
Denemarken (2002) ·
Duitsland (2010) ·
Egypte (2018) ·
Engeland (2014) ·
Frankrijk (2002) ·
Frankrijk (2010) ·
Frankrijk (2018) ·
Ghana (2010) ·
Italië (1990) ·
Italië (2014) ·
Mexico (2010) ·
Nederland (1974) ·
Nederland (2010) ·
Portugal (2018) ·
Rusland (2018) ·
Saoedi-Arabië (2018) ·
Schotland (1986) ·
Senegal (2002) ·
Spanje (1990) ·
West-Duitsland (1986) ·
Zuid-Afrika (2010) ·
Zuid-Korea (1990) ·
Zuid-Korea (2010)
SAFA · A-internationals · Bondscoaches · Selecties · Statistieken · Zuid-Afrikaans vrouwenelftal · Olympisch elftal · Zuid-Afrika U21 · Zuid-Afrika U19 · Zuid-Afrika U17
1906 – 1919 ·
1920 – 1929 ·
1930 – 1939 ·
1940 – 1949 · 
1950 – 1959 · 
1960 – 1969 · 
1970 – 1979 · 
1980 – 1989 · 
1990 – 1999 · 
2000 – 2009 · 
2010 – 2019 ·
2020 − 2029
AC 1996 · 
AC 1998 · 
AC 2000 · 
AC 2002 · 
AC 2004 · 
AC 2006 · 
AC 2008 · 
AC 2013
WK 1998 · 
WK 2002 · 
WK 2010
OS 2000 ·
OS 2016 ·
OS 2020
1947 · 
1948–1949 · 
1950 · 
1951-1952 ·
1953 · 
1954 · 
1955 · 
1956–1991 · 
1992 · 
1993 · 
1994 · 
1995 · 
1996 · 
1997 · 
1998 · 
1999 · 
2000 · 
2001 · 
2002 · 
2003 · 
2004 · 
2005 · 
2006 · 
2007 · 
2008 · 
2009 · 
2010 · 
2011 · 
2012 · 
2013 · 
2014 · 
2015 · 
2016 ·
2017 ·
2018 ·
2019 ·
2020 ·
2021 ·
2022 ·
2023 ·
2024
Algerije ·
Andorra ·
Angola ·
Argentinië ·
Australië ·
Benin ·
Bolivia ·
Botswana ·
Brazilië ·
Bulgarije ·
Burkina Faso ·
Burundi ·
Canada ·
Centraal-Afrikaanse Republiek ·
Chili ·
Colombia ·
Comoren ·
Congo-Brazzaville ·
Congo-Kinshasa ·
Costa Rica ·
Denemarken ·
Duitsland ·
Ecuador ·
Egypte ·
Engeland ·
Equatoriaal-Guinea ·
Ethiopië ·
Frankrijk ·
Gabon ·
Gambia ·
Georgië ·
Ghana ·
Guatemala ·
Guinee ·
Guinee-Bissau ·
Honduras ·
Ierland ·
IJsland ·
Irak ·
Israël ·
Italië ·
Ivoorkust ·
Jamaica ·
Japan ·
Kaapverdië ·
Kameroen ·
Kenia ·
Lesotho ·
Liberia ·
Libië ·
Madagaskar ·
Malawi ·
Mali ·
Malta ·
Marokko ·
Mauritanië ·
Mauritius ·
Mexico ·
Mozambique ·
Namibië ·
Nederland ·
Nieuw-Zeeland ·
Niger ·
Nigeria ·
Noord-Korea ·
Noorwegen ·
Oeganda ·
Panama ·
Paraguay ·
Polen ·
Portugal ·
Rwanda ·
Saoedi-Arabië ·
Sao Tomé en Principe ·
Schotland ·
Senegal ·
Servië ·
Seychellen ·
Sierra Leone ·
Slovenië ·
Soedan ·
Spanje ·
Swaziland ·
Tanzania ·
Thailand ·
Trinidad en Tobago ·
Tsjaad ·
Tsjechië ·
Tunesië ·
Turkije ·
Uruguay ·
Verenigde Arabische Emiraten ·
Verenigde Staten ·
Zambia ·
Zimbabwe ·
Zuid-Soedan ·
Zweden
Frankrijk (2010) ·
Mexico (2010) ·
Paraguay (2002) · 
Slovenië (2002) · 
Spanje (2002) · 
Uruguay (2010)